# Бедони
Бедони (груз. ბედონი) — село в Грузии, в муниципалитете Душети края Мцхета-Мтианети.

## География
Село расположено в северной части края, в 69 километрах по прямой к северо-западу от центра муниципалитета Душети. Высота центра — 1400 метров над уровнем моря.

## Население
По данным переписи населения 2014 года, в селе проживало 110 человек.
| Год  | Население | Мужчины | Женщины |
| ---- | --------- | ------- | ------- |
| 2002 | 153       | 78      | 75      |
| 2014 | 110       | 53      | 57      |